# Scambus montezuma
Scambus montezuma là một loài tò vò trong họ Ichneumonidae.